# Espace de tête

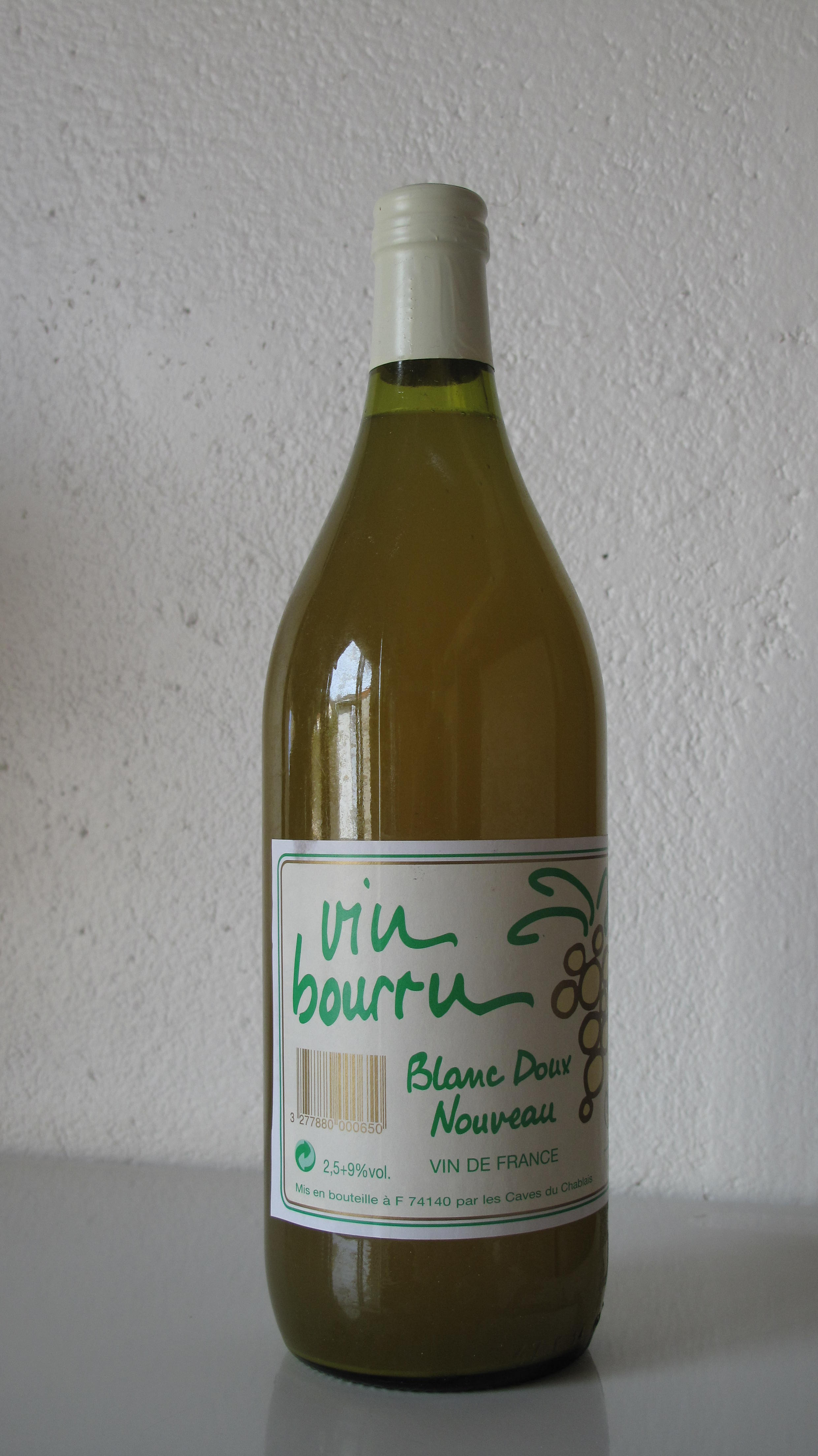
Espace de tête dans une bouteille de vin bourru.

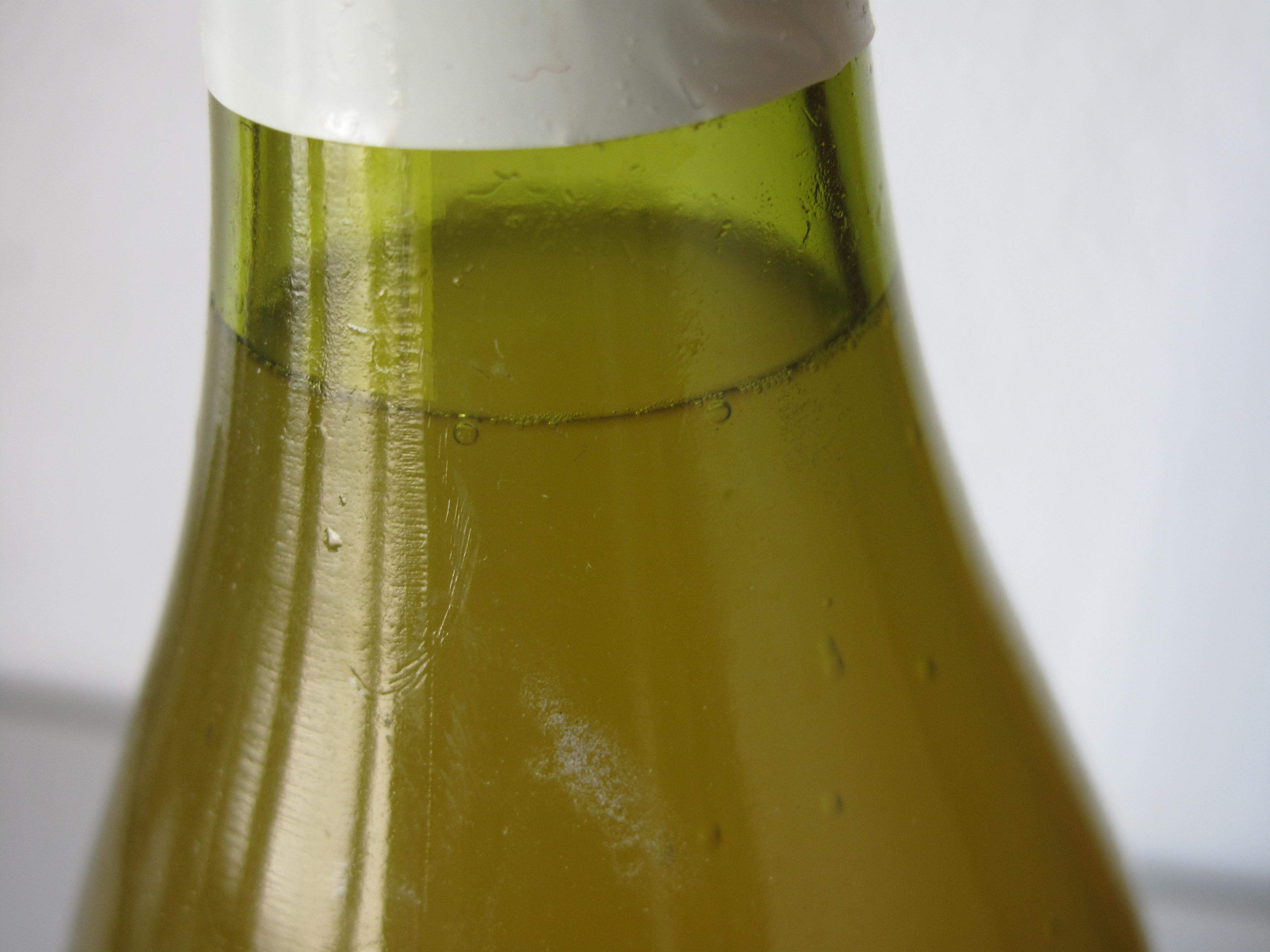
Gros plan.

Ne doit pas être confondu avec Méthode head space.
L'espace de tête ou ullage correspond au volume de gaz situé entre le produit et l'opercule des emballages. Cette notion s'applique aux bouteilles de verre ou de plastique, entre le liquide et le bouchon, aux bocaux entre l'aliment et le couvercle, ou encore aux pots comme le yaourt, entre le produit et la pellicule.
Le volume de l'espace de tête se gère par une maîtrise des volumes des conditionnements et des densités des produits. Les différentes tolérances (volume intérieur du contenant, volume de remplissage, densités...) doivent être prises en compte. Le gaz situé dans l'espace de tête peut être un gaz apporté spécialement au moment du conditionnement, en confinant les machines de remplissage.
Il existe des analyseurs de gaz d'espace de tête disponibles dans le commerce .

## Conditionnement à froid

### Viticulture
Le gaz situé dans l'espace de tête fait l'objet d'attention par les professionnels du vin en raison de la présence d'oxygène introduit pendant le conditionnement ou qui traverse le bouchon. Cet oxygène apporté par le gaz de l'espace de tête (jusqu'à 15 % du volume) modifie la concentration d'oxygène dans le vin et modifie son goût.

### Dilatation thermique
Dans la parfumerie, la dilatation de l'alcool avec l'élévation de température impose un espace de tête d'au moins 5 % afin qu'un produit stocké au chaud ne fuie pas. L'alcool dilaté risque d'atteindre la pompe et de pousser pour sortir du flacon.

## Conditionnement à chaud

### Bactériologie
Cet espace de tête présente un risque de développement bactériologique si le conditionnement n'est pas maîtrisé. La stérilisation de l'opercule doit être gérée ; il est soit stérilisé en même temps que le produit, soit stérilisé avant fermeture (par exemple un jet de vapeur puis maintien en atmosphère confinée, jusqu'à la fermeture), au moment du bouchage (par exemple, en utilisant la chaleur du produit en forçant le produit à entrer en contact avec le couvercle par retournement), ou après fermeture par une technologie externe (par exemple par micro-onde, par appertisation…).

### Restreint
Sur les bocaux conditionnés à chaud, la différence de volume entre le gaz chaud et le gaz refroidi assure l'étanchéité du couvercle (le POP à l'ouverture) par un tirage au vide.
Le même phénomène appliqué aux bouteilles souples en plastique peut entraîner un écrasement de la bouteille. Ce défaut peut être corrigé de plusieurs façons, soit en limitant le volume de l'espace de tête, ou un remplissage sous pression, ou encore rendu acceptable par une forme spéciale de bouteille qui supporte la déformation sans tomber.

## Analyse organique
En géologie, l'analyse des composés organiques des sols ou des eaux peut se faire en analysant uniquement le gaz qui s'accumule dans l'espace de tête d'un échantillon placé dans un récipient étanche.

## Technologie spatiale
En apesanteur, dans un réservoir incomplètement rempli, le liquide et le gaz ne sont pas séparés par une surface bien nette, et pour le bon fonctionnement de l'allumage des moteurs principaux, il faut créer une accélération à l'aide de petits propulseurs autonomes (parfois nommés moteurs d'ullage ou fusée de tassement) pour tasser les liquides au fond des réservoirs et permettre le bon fonctionnement des pompes.

## Industrie
Cet espace est aussi utilisé dans l'industrie pour les grands réservoirs ou silos, où le bon fonctionnement de soupapes peut nécessiter qu'elles restent dans la partie gazeuse.
Dans les navires vraquiers pour des liquides ou des solides, trop d'espace libre peut nuire à la stabilité en roulis et provoquer un chavirage par effet de carène liquide.
Voir détails en anglais.